# Hauptverwaltung für Raketen und Artillerie
Die Hauptverwaltung für Raketen und Artillerie des Verteidigungsministeriums (GRAU; russisch Главное ракетно-артиллерийское управление МО, ГРАУ) ist eine Hauptabteilung des sowjetischen und jetzigen russischen Verteidigungsministeriums.
Die GRAU ist dem Chef für Bewaffnung und Munition der Russischen Streitkräfte unterstellt, also dem stellvertretenden russischen Verteidigungsminister; dabei ist sie speziell verantwortlich für die Zuteilung der „GRAU-Indizes“, die alle Waffen, Raketen und Ausrüstungsteile tragen, welche in der Sowjetarmee und der heutigen russischen Armee benutzt werden – auch die des russischen Raumfahrtprogramms.

## Munitionslager
Zu den Depots zählen:
- Munitionsdepot Iwanowo (73. Arsenal)
- Munitionsdepot Karatschew (67. Arsenal)
- Munitionsdepot Barsowo (51. Arsenal)
- Munitionsdepot Kotluban (53. Arsenal)
- Munitionsdepot Kotowo (13. Arsenal)
- Munitionsdepot Mosdok (68. Arsenal)
- Munitionsdepot Oktjabrski (23. Arsenal)
- Munitionsdepot Toropez (103. Arsenal)